# سيسم نهر العاصي
سيسم نهر العاصي أو سيسم (الاسم العلمي:Misopates orontium) هو نوع من النباتات يتبع جنس السيسم من الفصيلة الحملية.
سمي هذا النوع نسبةً إلى نهر العاصي.